# Adrijana Lekaj
Adrijana Lekaj (Karlovac, 29 giugno 1995) è una tennista croata.

## Biografia
Vincitrice di due titoli nel singolare e otto nel doppio nel circuito ITF in carriera, il 15 giugno 2015 ha raggiunto la sua migliore posizione nel singolare WTA piazzandosi 325º. Il 10 agosto 2015 ha raggiunto il miglior piazzamento mondiale nel doppio alla posizione nº 321.
In Billie Jean King Cup ha rappresentato il Kosovo a partire dall'anno 2021 disputando un totale di diciassette incontri vincendone otto.